# Kevin Seeldraeyers
Pour l’article ayant un titre homophone, voir Seeldrayers.
Kevin Seeldraeyers, né le 12 septembre 1986 à Boom, est un coureur cycliste belge. Il est passé professionnel en 2007 dans l'équipe belge Quick Step. Il a notamment été meilleur jeune du Tour d'Italie 2009.

## Biographie

### Des débuts prometteurs (2005-2006)
De 2005 à 2006, il court chez les espoirs au sein de l'équipe Beveren 2000. Lors de sa première saison, il remporte la première étape de la réputée Ronde de l'Isard d'Ariège, qu'il termine à la deuxième place au classement général, derrière l'Espagnol Eduardo Gonzalo. En 2006, il s'adjuge le Tour de la province de Liège et une étape du Tour de la vallée d'Aoste.

### Professionnel chez Quick Step (2007-2011)
Passé professionnel en 2007 dans l'équipe Quick Step, Seeldrayers se révèle rapidement être un coureur talentueux, terminant notamment cinquième du Tour de Géorgie, puis 19e du Tour de Catalogne et 26e du Critérium du Dauphiné libéré. 
Il réalise une saison 2008 moins convaincante, malgré sa première participation au Tour d'Italie. Mais, il confirme au début de la saison 2009 : après un bon Tour de Californie, il participe à Paris-Nice, où il est à l'offensive dans la 3e étape, qui permet à son leader, Sylvain Chavanel, de prendre la tête du classement général. Régulier tout au long de la semaine, Seeldrayers préserve une partie de l'avantage ainsi gagné, et termine septième et meilleur jeune de la course. Il participe ensuite à son deuxième Tour d'Italie où il obtient le maillot blanc du meilleur jeune et une dixième place au général à la suite des disqualifications de Danilo Di Luca, Franco Pellizotti, Lance Armstrong et Tadej Valjavec.  Il devient le premier coureur belge à remporter un classement du meilleur jeune sur un grand tour. Il termine également quatrième du Tour d'Autriche 2009. 
Lors de la saison 2011, il termine huitième du Tour de Catalogne et troisième d'une étape du Tour d'Italie.

### Premières victoires chez Astana (2012-2013)
En 2012, il rejoint l'équipe Astana. Avec cette équipe, il obtient en 2013 ses premiers succès en tant que coureur professionnel, remportant les deux premières étapes du Tour d'Autriche, où il se classe troisième du général.

### Expériences en Belgique puis en Turquie (2014-)
Le 14 novembre 2013, il est annonce que Seeldraeyers a signé pour une saison avec Wanty-Groupe Gobert, l'équipe de Hilaire Verschuren. Ses meilleurs résultats sont dixième des Boucles de la Mayenne, onzième du Tour de Turquie et vingtième du Tour de Suisse.
Fin 2014, non conservé par Wanty Groupe Gobert, il rejoint la formation turque Torku Şekerspor, grâce au Français Lionel Marie, nouveau directeur sportif de l'équipe. Il met un terme à sa carrière professionnelle à la fin de la saison 2015.

## Hors compétition
Lors des élections communales et provinciales belges de 2012, il se présente sur la liste du parti Christen-Democratisch en Vlaams à Maldegem, mais n'est pas élu.

## Palmarès et classements mondiaux

### Palmarès amateur
- 2004
  - 2e du Tour du Valromey
- 2005
  - 1re étape de la Ronde de l'Isard d'Ariège
  - 2e de la Ronde de l'Isard d'Ariège
- 2006
  - 1re étape du Tour de la Vallée d'Aoste
  - Classement général du Tour de la province de Liège
  - 2e du Tour des Pyrénées

### Palmarès professionnel
- 2009
  -  Classement du meilleur jeune du Tour d'Italie
  - 7e de Paris-Nice
  - 10e du Tour d'Italie
- 2011
  - 8e du Tour de Catalogne[n 1],[9]
- 2013
  - 1re et 2e étapes du Tour d'Autriche
  - 3e du Tour d'Autriche

### Résultats sur les grands tours

#### Tour d'Italie
4 participations
- 2008 : 73e
- 2009 : 10e[10],[11],  Vainqueur du classement du meilleur jeune
- 2011 : 50e
- 2012 : 33e

#### Tour de France
1 participation
- 2010 : 134e

#### Tour d'Espagne
2 participations
- 2011 : 23e
- 2012 : 39e

### Classements mondiaux
| Année                  | 2005 | 2006 | 2007 | 2008 | 2009 | 2010 | 2011 | 2012 | 2013 | 2014 |
| ---------------------- | ---- | ---- | ---- | ---- | ---- | ---- | ---- | ---- | ---- | ---- |
| Calendrier mondial UCI |      |      |      |      | 93e  |      |      |      |      |      |
| UCI World Tour         |      |      |      |      |      |      | 117e |      | 197e |      |
| UCI Europe Tour        | 354e | 362e |      |      |      |      |      |      |      | 609e |